# 目標
「目標」，是一種個人或是組織想要達到的結果，而且會為此計劃，為達成目標而努力。目標是個人或組織在某種理想狀態下希望達到的狀態。有時目標會有其期限，因此還需要在期限完成才算是達到目標。
目標可以是短期的，也可以是長期的。

## 目標設定

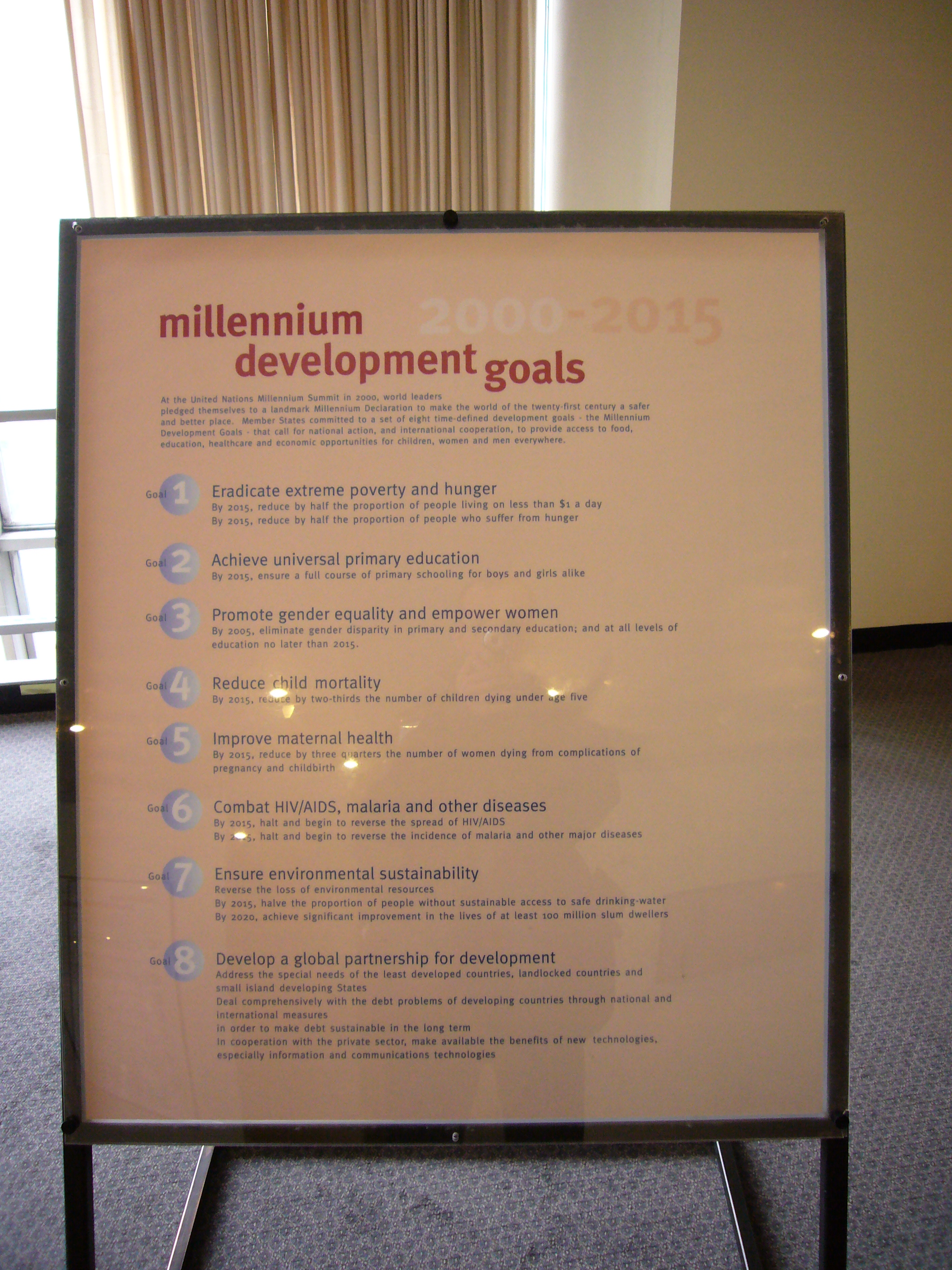
在紐約联合国总部大楼的一個海報，說明千年發展目標

目標設定理論是依觀察研究為基礎形成，是組織心理學中的重要理論之一 Edwin A. Locke和Gary P. Latham是目標設定理論的創建者，他們在2002年針對此理論的核心內容進行了全面的回顧。簡單來說，Locke和Latham發現特定、困難的目標所帶來的成就比簡單的目標，或是「盡力而為」的指示要好。只要提供關於進展的反馈，人會盡力達到目標，而且人有完成此任務的能力以及知識。
依照Locke和Latham所述，目標會以以下四種方式影響其成就：
1. 目標會將專注以及努力導向和目標相關的活動。
2. 困難的目標會帶來較多的努力。
3. 目標可以增加堅持，困難的目標讓人可以有較持續的努力
4. 目標間接的會讓人發現和使用和任務相關的知識和策略。

有些教練會建議設定具體的（specific）、可衡量的（measurable）、可實現的（attainable）、合理的（realistic）及有時間目標的（time-targeted）（SMART）的目標，不過不是所有的研究者都同意此原則）。SMART原則沒有將任務的難度列入考慮，在 Locke和Latham的目標設定理論中，建議以以往進行過任務的平均表現為準，選擇困難度在90%的任務。

## 個人目標
人們可以設定個人目標：像學生的目標可能是考試有好成績，運動員的目標可能是每天跑五英里，旅遊者的目標可能是在三小時內到達目的城市，人們也會設法達到為退休的儲蓄或是為特定目的預備經費的財務目標。
管理目標可以在个人生活的各方面都有助益。精確的瞭解個人想要什麼，有助於澄清要專注的事物，並且在此提昇，因此會有意識的優先處理目標相關事物。不過，持續的目標調整，也就是目標解離（goal disengagement）和目標再承諾（goal re-engagement）的能力，也是健康人生的一部份
目标设定和計畫可以帶來長期的願景、中程的使命及短期的动机，可以集中意圖、慾望，獲取知識，並且有助於組織相關資源。
有效的目标设定和計畫也包括認知和處理所有會破壞努力的內疚、內在衝突以及限制性的信念。透過設定清楚定義的目標，之後可以衡量目標實現的程度，可以從這些漫長也可能困難的過程中看到其進程。